# روبيرتو لومبرانا
روبرتو لومبرانا هومبانيرا (بالإسبانية: Roberto Lombraña)‏ (من مواليد 13 نوفمبر 1975 في دورانجو، بسكاي) هو لاعب كرة قدم إسباني، يلعب لنادي إيبار في مركز خط الوسط.
شقيقه الأصغر، خافيير، هو أيضا لاعب كرة قدم.

## وصلات خارجية
- BDFutbol profile
- Futbolme profile (بالإسبانية)